# توماش وروبلفسکی
توماش وروبلفسکی (به لهستانی: Tomasz Wróblewski؛ زادهٔ ۲ ژوئن ۱۹۸۰) ملقب به اوراین (به انگلیسی: Orion)، موسیقی‌دان اکستریم متال لهستانی است. اغلب او را به‌عنوان بیسیست و همخوان گروه بلکند دث متال بهموث می‌شناسند. او از سال ۱۹۹۷ یکی از اعضای گروه Vesania بوده و بعنوان گیتاریست و خوانندهٔ اصلی در این گروه سمفونیک بلک متال فعالیت می‌کند.
توماش در سال ۲۰۰۲ بیسیست گروه دوم متال Neolithic شد و تا سال ۲۰۰۶ و منحل شدن گروه عضو آن بود. او در سال ۲۰۰۳ به‌عنوان بیسیست به گروه بهیموث پیوست. بعد از خارج شدن Havoc از گروه، گیتاریست این گروه شد، تا سال ۲۰۰۴ و  پیوستن ست به گروه، توماش گیتاریست هم بود. با ورود پاتریک، او به پست قبلی خود یعنی بیسیست بازگشت و از آن موقع یکی از اعضای رسمی بهموث است. در سال ۲۰۰۸ با اعضای گروه ناقص Neolithic، گروه راک BlackRiver را شکل داد. این گروه در نهایت به دلیل بازنشستگی و مشکلاتی که در سلامتی Maciej Taff، خوانندهٔ گروه، به‌وجود آمد تقریباً منحل شد.

## تجهیزات موسیقی
- ESP Tom Araya Signature 4-String Basses (tuned G#-C#-F#-B and B-E-A-D)
- Custom ESP TA 5-String Bass (tuned G#-C#-F#-B-E)[۲]
- LTD F-255FM Series Bass, LTD B-500 4-String Bass, LTD TA-600 Bass, Spector Rex 5 Bass, JB Custom 5-String Bass (Based on the B.C. Rich Beast Bass)
- MarkBass Standard 104HF, Amp Frame 800, T1M, EQ42S, MVVL[۳]
- Hesu Cables[۴]
- DV Mark C 412 Standard, Triple 6